# Baśka

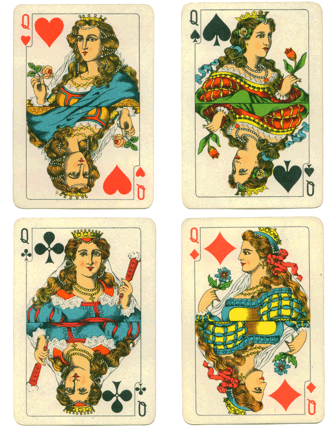
Trümpfe 3 bis 6: die vier Damen

Baśka ist ein Kartenspiel für vier Spieler mit traditionellem französischen Blatt, das vor allem in der Kaschubei westlich von Danzig in Polen gespielt wird. Das Spiel wird mit einem Kartensatz von nur 16 Karten gespielt und ähnelt dem ebenfalls in Polen gespielten Kop und ist wie dieses vom deutschen Schafkopf abgeleitet.

## Geschichte
Das Spiel gehört wie Skat und einige andere Kartenspiele zu den Ablegern des deutschen Stichspiels Schafkopf und wird in der Kaschubei seit dem 19. Jahrhundert gespielt. Der Name „Baśka“ ist eine umgangssprachlich-saloppe Bezeichnung für „Kopf“ (vgl. deutsch Deez) und außerdem auch die Verniedlichungsform von „Barbara“ bzw. der Name für eine Hand von vier Damen, die das höchste Gebot im Spiel sind.

## Spielweise

### Kartenwerte und Trümpfe
Als Kartenspiel werden wie beim Kop nur die Asse, die Zehnen, die Damen und die Buben von der vier Farben eines französischen Blattes benutzt, insgesamt besteht das Spiel entsprechend aus 16 Karten. Die Karten haben festgelegte Kartenwerte, die denen verwandter Spiele entsprechen: As = 11, 10 = 10, Dame = 3 und Bube = 2. Damit beträgt die Punktsumme aller Karten 104 (Beim Skat und beim Schafkopf sind es 120, da dort auch die Könige genutzt werden).
Alle Damen und alle Buben sind Trümpfe, die höchsten Trümpfe sind allerdings das Herz Ass und die Herz 10 und die niedrigsten Trümpfe sind Karo Ass und Karo 10. Bei den Damen und Buben zählen die Trümpfe in der Reihenfolge Kreuz, Pik, Herz und Karo. Insgesamt gibt es also 12 Trümpfe und nur 4 Karten in den zwei Farben Kreuz und Pik sind keine Trümpfe.
| Farbe  | Wertung                      |
| ------ | ---------------------------- |
| Trumpf | Ass, 10, Dame, Bube, Ass, 10 |
| Kreuz  | Ass, 10                      |
| Pik    | Ass, 10                      |

### Geben und Reizen
Gespielt wird mit vier Personen, wobei jeweils zwei Spieler als Partner zusammen spielen. Die Partnerschaft wird durch den Besitz der beiden schwarzen Damen bestimmt, die Besitzer dieser Karten spielen zusammen gegen die beiden anderen Spieler. Die Karten werden im Uhrzeigersinn gegeben und auch das Spiel findet im Uhrzeigersinn statt.
Der Geber mischt und gibt, nachdem sein rechter Nachbar abgehoben hat, alle 16 Karten einzeln an die vier Mitspieler, sodass jeder Spieler vier Karten hat. Die Rolle des Gebers wechselt nach jedem Spiel an den jeweils linken Nachbarn. Nachdem alle Spieler ihre Karten haben, können sie in der Spielreihenfolge verschiedene Ansagen machen (reizen).
Die möglichen Ansagen sind:
- Kontra, Re und weitere Antworten: Mit der Kontra-Ansage verdoppelt ein Spieler den Spielwert. Wird auf ein Kontra mit Re bzw. Rej geantwortet, kommt es zu einer weiteren Verdopplung. Weitere Verdopplungsansagen sind Bok und Hirsh. Die Verdopplungen gelten in der Wertung nur dann, wenn sie jeweils von Spielern der konkurrierenden Teams kommen, was sich jedoch erst im Spiel herausstellt. Eine Serie von zwei oder mehr aufeinanderfolgenden Verdoppelungen durch dasselbe Team zählt nur als eine Verdoppelung. Beim privaten Spiel können über das Słup weitere Verdopplungsansagen folgen, denen dann Phantasienamen gegeben werden.
- Wesele (Hochzeit): Bei der Hochzeit deklariert ein Spieler, dass er beide schwarzen Damen besitzt und ein Zusammenspiel mit dem Spieler mit dem höchsten Buben wünscht, der nicht auf seiner Hand ist.
- Gran: Beim Gran spielt ein Spieler allein. Wie beim Skat werden die Werte der Spiele so geändert, dass nur die Buben Trümpfe sind, die anderen Karten werden in die Farben eingereiht.

| Farbe  | Wertung       |
| ------ | ------------- |
| Trumpf | Bube, Bube,   |
| Kreuz  | Ass, 10, Dame |
| Pik    | Ass, 10, Dame |
| Herz   | Ass, 10, Dame |
| Karo   | Ass, 10, Dame |

- Zolo bezeichnet ein Solospiel. Bei dieser Ansage erklärt der Spieler entsprechend, dass er gegen die anderen Mitspieler spielen möchte.
- Gran du ist ein Gran, bei dem der Spieler alle Stiche bekommen muss.
- Zolo du bezeichnet ein Solospiel, bei dem der Ansager behauptet, alle Stiche zu bekommen.
- Baśka: Wenn ein Spieler alle vier Damen besitzt, wird nicht gespielt. Der Spieler hat automatisch gewonnen.

Für das Spiel gilt nur die höchste Ansage. Wird eine dieser drei Ansagen abgegeben, werden alle vorher angesagten Verdopplungen ungültig, sie können jedoch danach wieder bezogen auf das angesagte Spiel erfolgen. Der Spieler links vom Geber eröffnet das Spiel.

### Partnerschaft
Wenn ein Spieler ein Zolo oder ein Zolo du ansagt, spielt er allein gegen die drei anderen Mitspieler, in allen anderen Fällen bilden jeweils zwei Mitspieler ein Team. Die Bildung der Teams ist abhängig von der Verteilung der beiden Damen (Pik und Kreuz Dame) und die beiden Mitspieler, die diese Karten besitzen, die Alten, spielen als Team gegen die anderen beiden Spieler. Sitzen beide schwarzen Damen auf der Hand eines Spielers, kann er ein Zolo bzw. ein Zolo du oder ein „Cicha“ (stilles Solo) spielen, bei dem er ohne Ansage und ohne Kenntnis der Mitspieler allein spielt. Alternativ kann er „Wesele“ (Hochzeit) ansagen und spielt dann mit dem Mitspieler zusammen, der den höchsten Buben hat, den er selbst nicht auf der Hand hat. Ein „Gran“ und ein „Gran du“ kann jeder Spieler spielen, unabhängig von der Verteilung der Damen.
Die Partnerschaften werden erst dann allgemein bekannt, wenn die benannten Karten gespielt werden, auch wenn dies aufgrund des Spiels früher offensichtlich sein kann.

### Spiel
Die erste Karte wird von dem Spieler links vom Geber (Vorhand) ausgespielt. Ein Stich wird immer vom höchsten Trumpf oder, falls kein Trumpf im Stich ist, von der höchsten Karte der ausgespielten Farbe gewonnen. Der Gewinner des Stichs spielt dann die nächste Karte aus. Ausgespielte Farben oder Trümpfe müssen bedient werden (Bedienpflicht), dabei müssen die Spieler die höchste bis dahin im Stich befindliche Karte übernehmen. Kann ein Spieler nicht bedienen oder übernehmen, kann er eine beliebige Karte spielen.
Da es nur vier Stiche gibt, ist eine Baśka-Runde sehr schnell gespielt.

## Wertung und Gewinn
Die Gewinnerpartei ist die Partei oder der Solo-Spieler, das die Mehrheit der 104 Punkte bekommen hat, also mindestens eine Punktzahl von 53. Bei einem Gleichstand von 52:52 verliert das Team, das die letzte Verdopplung angesagt hat, oder wenn keine Verdopplungen angesagt wurden, die Alten oder der Solospieler. Bei einem angesagten „Zolo du“ und „Gran du“ muss der Alleinspieler alle Stiche erhalten, sonst verliert er, und bei der „Baśka“ gewinnt der Ansager automatisch.
Gewertet werden die Punkte des Gewinners des Spiels und bei einem einfachen Spiel und der „Wesele“ wird einfach gewertet und verdoppelt, wenn die Gegenpartei weniger als 26 Punkte erspielt hat. Hat die Gegenpartei keinen Stich erhalten, wird der Wert verdreifacht. Bei einem Solospiel bekommt der Alleinspieler bei einem stillen Solo „Cicha“ den vierfachen Wert und bei einem angesagten „Zolo“ oder „Gran“ den fünffachen Wert. Bei einem gewonnenen „Zolo du“ und „Gran du“ sowie bei einer „Baśka“ bekommt der Alleinspieler den zehnfachen Wert gutgeschrieben. Verliert der Solospieler, bekommen alle anderen Spieler den Wert. Die Ansagen verdoppeln jeweils den Wert des Spiels, jedoch nur, wenn sie von Spielern verschiedener Teams angesagt wurden.
Beim Spiel um Geld werden die Punkte in Geldbeträge umgerechnet, die dann von den Verlierern an die Gewinner gezahlt werden.

## Belege
1. 1 2 3 4 5 6 7 8 9 10 11 12  
Kop / Baśka, Spielregeln für Kop und Baśka auf pagat.com; abgerufen am 13. November 2016.